# Distribución hipergeométrica
En teoría de la probabilidad y estadística, la distribución hipergeométrica es una distribución de probabilidad discreta relacionada con muestreos aleatorios y sin reemplazo. Suponga que se tiene una población de {\displaystyle N} elementos de los cuales, {\displaystyle K} pertenecen a la categoría {\displaystyle A} y {\displaystyle N-K} pertenecen a la categoría {\displaystyle B}. La distribución hipergeométrica mide la probabilidad de obtener {\displaystyle x} ({\displaystyle 0\leq x\leq K}) elementos de la categoría {\displaystyle A} en una muestra sin reemplazo de {\displaystyle n} elementos de la población original.

## Definición

### Función de probabilidad
Una variable aleatoria discreta {\displaystyle X} tiene una distribución hipergeométrica con parámetros {\displaystyle N=0,1,\dots }, {\displaystyle K=0,1,\dots ,N} y {\displaystyle n=0,1,\dots ,N} y escribimos {\displaystyle X\sim \operatorname {HG} (N,K,n)} si su función de probabilidad es
{\displaystyle \operatorname {P} [X=x]={\frac {{K \choose x}{N-K \choose n-x}}{N \choose n}},}
para valores de {\displaystyle x} comprendidos entre {\displaystyle \max\{0,n-N+K\}} y {\displaystyle \min\{K,n\}}; donde {\displaystyle N} es el tamaño de población, {\displaystyle n} es el tamaño de la muestra extraída, {\displaystyle K} es el número de elementos en la población original que pertenecen a la categoría deseada y {\displaystyle x} es el número de elementos en la muestra que pertenecen a dicha categoría. 
La notación 
{\displaystyle {b \choose a}={\frac {b!}{a!(b-a)!}}}
hace referencia al coeficiente binomial, es decir, el número de combinaciones posibles al seleccionar {\displaystyle a} elementos de un total {\displaystyle b}.

### Fórmula recursiva
Si {\displaystyle X\sim \operatorname {HG} (N,K,n)} entonces puede demostrarse que 
{\displaystyle {\begin{aligned}\operatorname {P} [X=x+1]&={\frac {(K-x)(n-x)}{(x+1)(N-K-n+x-1)}}\;\operatorname {P} [X=x]\end{aligned}}}

## Propiedades
Si {\displaystyle X\sim \operatorname {HG} (N,K,n)} entonces {\displaystyle X} cumple algunas propiedades:
El valor esperado de la variable aleatoria {\displaystyle X} es
{\displaystyle \operatorname {E} [X]={\frac {nK}{N}}}
y su varianza está dada por
{\displaystyle \operatorname {Var} [X]={\frac {nK}{N}}{\bigg (}{\frac {N-K}{N}}{\bigg )}{\bigg (}{\frac {N-n}{N-1}}{\bigg )}}
La distribución hipergeométrica es aplicable a muestreos sin reemplazo y la binomial a muestreos con reemplazo. En situaciones en las que el número esperado de repeticiones en el muestreo es presumiblemente bajo, puede aproximarse la primera por la segunda. Esto es así cuando N es grande y el tamaño relativo de la muestra extraída, n/N, es pequeño.

## Distribuciones relacionadas
- Si una variable aleatoria {\displaystyle X\sim \operatorname {HG} (N,K,1)} entonces {\displaystyle X\sim \operatorname {Bernoulli} \left({\frac {K}{N}}\right)}.
- Si {\displaystyle X\sim \operatorname {HG} (N,K,n)} entonces {\displaystyle X\sim \operatorname {Binomial} (n,p)} cuando {\displaystyle N\to \infty } y {\displaystyle K\to \infty } de forma tal que {\displaystyle K/N\to p}.